# Orotukan
Orotukan (rusky Оротукан) je sídlo městského typu v jagodinském okrese v Magadanské oblasti na ruském Dálném východě. Žije zde 858 obyvatel (2024).

## Etymologie
Název pochází z jakutského slova Өrtөөһүн, což znamená malá spálená oblast lesa.

## Geografie
Orotukan se nachází v severní části Kolymského pohoří, asi 300 km vzdušnou čarou severně od oblastního města Magadanu na pravém břehu řeky Orotukan, asi 50 km od jejího ústí do Kolymy. Obec patří do jagodinského okresu a nachází se asi 100 km jihovýchodně od okresního centra Jagodnoje.
Z jihu je Orotukan omezen říční nivou a ze severu svahy kopců. 

## Dějiny
V lednu 1931 dorazili geologové Druhé Kolymské expedice do údolí řeky Orotukan. Svůj tábor nazvali základna Orotukan. Jako většina dočasných osad, rostl i Orotukan spontánně, bez přesného plánu rozvoje. Jedna řada domů - obchodní kancelář s účetním oddělením, dvě ubytovny, dva domy a následně několik srubů, klubová jídelna a dále po proudu řeky lázeňský dům. Z této základny začali geologové prozkoumávat celé povodí Orotukanu a dorazili až k jeho ústí do Kolymy.
V roce 1933 do oblasti dorazili silniční geodeti, aby vytvořili silniční napojení s tzv. Kolymskou magistrálou. Samotná osada Orotukan vznikla o něco dále od původní dočasné základny geologů v průběhu 30. let 20. století jako centrum těžebního podniku Južnoje v táborovém systému státního trustu Dalstroj.
V roce 1937 byla v osadě zavražděna Taťána Malandina, tajemnice komsomolského výboru, bylo jí jen 27 let. Tato mladá žena se stala symbolem Orotukanu. Bylo zde otevřeno její muzeum, jedna z ulic byla po ní pojmenována, místní kulturní dům byl pojmenován po ní a v centru Orotukanu byl její hrob s velkým výrazným obeliskem.
V roce 1942 byla v místním závodě na těžební zařízení (OZGO) vytavena první kolymská ocel a následně se zde tavily mrazuvzdorné slitiny. Závod vyráběl náhradní díly pro buldozery a díly pro důlní průmysl.
Roku 1953 byl Orotukan povýšen na sídlo městského typu, v tu dobu zde žilo více než čtyři tisíce obyvatel. V druhé polovině 50. let byla převážná část bytových a průmyslových prostor v Orotukanu vytápěna ohřevem vody. V roce 1957 byla v obci postavena nová dvoupatrová školní budova pro 440 žáků. V témže roce byla v Orotukanu otevřena nová mateřská škola pro 110 dětí. Počet obyvatel každoročně rychlým tempem rostl. V roce 1959 zde byl postaven letní stadion a krytá hokejová hala.
V 70. letech byly v Orotukanu postaveny budovy státní banky, spořitelny, prádelny a lázní. Na přelomu 70. a 80. let probíhala intenzivní bytová výstavba. Většina ulic byla vybetonována, podél chodníků byly vysázeny stromy. K příležitosti 40. výročí vítězství ve Velké vlastenecké válce byl na hlavním náměstí postaven 18metrový majestátní pomník a od 9. května 1985 se centrálnímu náměstí Orotukanu začalo říkat Vítězné náměstí. V roce 1989 zde žilo 5 638 obyvatel.
Rozpad SSSR znamenal pro Orotukan katastrofu, během 90. let se většina obyvatel vystěhovala do evropské části Ruska, většina dolů a závodů zbankrotovala. Hlavní těžební závod OZGO byl uzavřen v roce 2005. V roce 2024 je Orotukan upadající obcí s opuštěnými domy a degradovanou infrastrukturou. Místní ekonomika se nedokázala přizpůsobit a rozvíjet, což zhoršilo životní podmínky. Orotukan je postižen odlivem většiny populace, má prázdné budovy a nedostatek základních služeb.

## Ekonomika a infrastruktura
Během sovětského období byl Orotukan jedním z center průzkumu a těžby zlata v oblasti Kolymy. Byly zde továrny na důlní zařízení.
Orotukan se nachází na silnici R504 Kolyma, která byla přetvořena na důležitou dopravní trasu spojující Magadan s severozápadní částí oblasti a vedoucí přes Susuman do sousední Jakutské republiky (Sacha) směrem na Jakutsk. Vzdálenost na silnici do Magadanu činí přibližně 400 kilometrů, zatímco do Jakutsku je to přibližně 1500 kilometrů. Tato dopravní spojení hrají klíčovou roli v přístupu k městu a jeho integraci do širší regionální infrastruktury.

## Slavní rodáci
- Matvej Korobov (* 1983) – ruský profesionální boxer
- Tina Karol (* 1985) – ukrajinská zpěvačka